# シュテファンスプラッツ駅

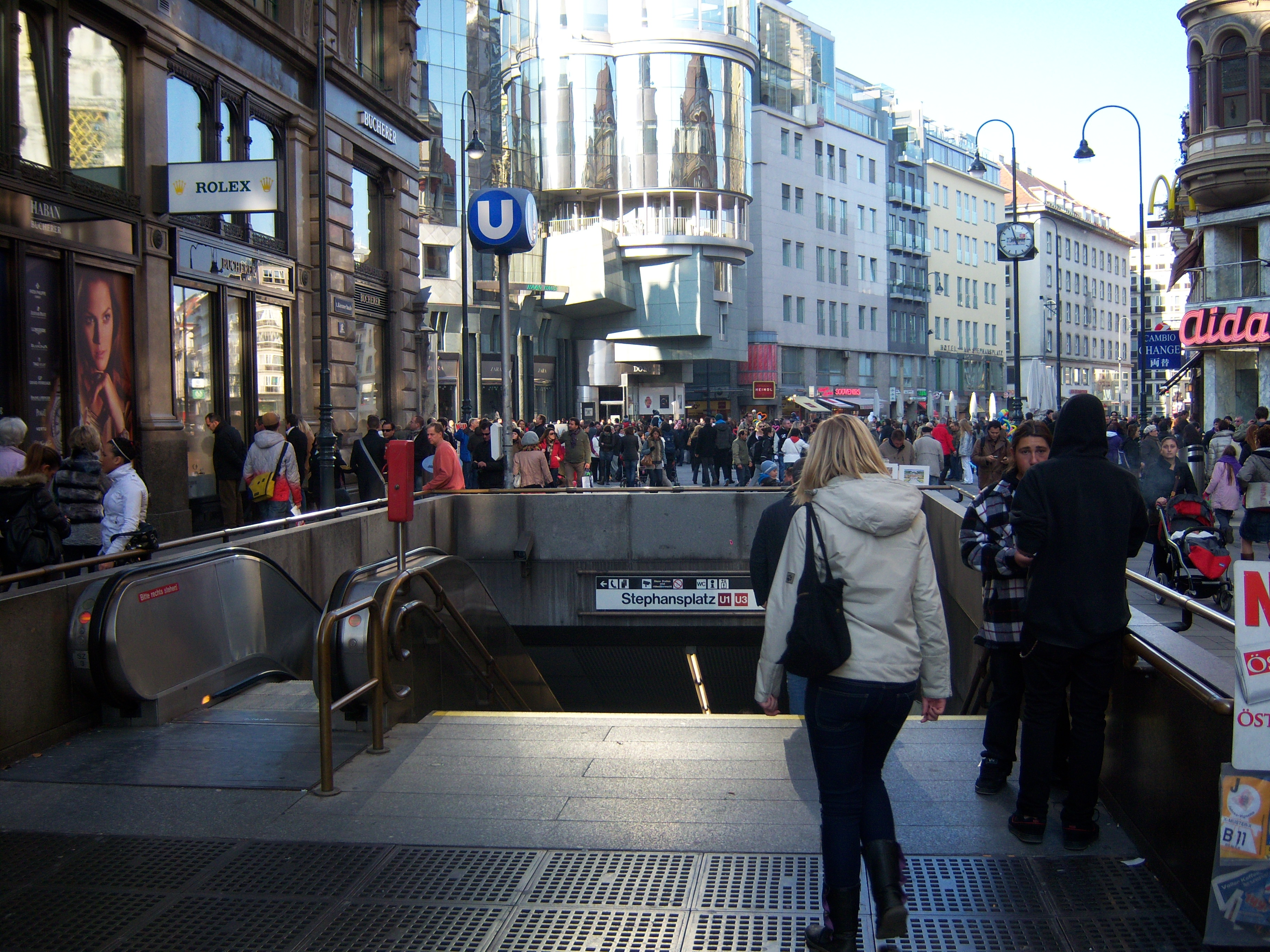
駅入り口

シュテファンスプラッツ駅（Stephansplatz）はオーストリアのウィーンの中心部にある鉄道駅である。

## 概要
ウィーン地下鉄1号線(U1)、ウィーン地下鉄3号線(U3) が停車する。シュテファン大聖堂が聳えるシュテファン広場の直下にあり、市内随一の繁華街であるケルントナー通りやグラーベンに接続している。
環状通りリングシュトラーセ内側のウィーン第1区では、十分な公共交通機関が長い間不足していた。シュテファンスプラッツ駅は1978年に開業し、旧市街地の最も重要な場所で2路線が交差することから、ウィーンでも最も利用客の多い駅であるとされる。ウィーン地下鉄1号線(U1)のシュテファンスプラッツ駅～カールスプラッツ駅は、2004年に1日167,000人が利用し、ウィーンの都市交通で最も利用の多い区間であった。	